# Henri Varenne
Pour les articles homonymes, voir Varenne.
Henri Frédéric Varenne est un sculpteur et décorateur français, né le 3 juillet 1860 à Chantilly (Oise) et mort le 20 mars 1933 à Paris 7e. Il est inhumé à Tours (Indre-et-Loire).
Installé en Touraine en 1882, il est l'auteur de nombreuses œuvres dont beaucoup décorent des édifices construits par l'architecte tourangeau Victor Laloux, à Tours ou à Paris. Certaines de ses sculptures se retrouvent également au château de Versailles ou aux thermes nationaux d'Aix-les-Bains.

## Biographie
Élève du sculpteur Augustin-Alexandre Dumont à l'école des Beaux-Arts de Paris, Henri Varenne s'installe en Touraine en 1882. Il devient professeur à l'école des Beaux-Arts de Tours ; il mène en parallèle une carrière de sculpteur, mais aussi de médailliste.
Il collabore avec des architectes tourangeaux, au premier rang desquels Victor Laloux, pour le décor de monuments de Tours (hôtel de ville, basilique Saint-Martin, gare de chemin de fer) ou de Paris (gare d'Orsay, siège du Crédit lyonnais). En 1888, le conseil municipal de Tours lui commande la réalisation d'un buste du général Meusnier, militaire et archéologue.
Après avoir travaillé sur le château d'Artigny (Montbazon, Indre-et-Loire) en 1932 et 1933, il meurt cette même année à Paris.

## Œuvres
- Jeune femme agenouillée, Musée Hôtel Morin d'Amboise ;
- La fin d'un rêve, visible aux thermes nationaux d'Aix-les-Bains ;
- Calvaire du parvis de la basilique Saint-Martin de Tours La charité de saint Martin ;
- Buste du général Meusnier au Parc des Prébendes de Tours ;
- Monument funéraire de Victor Laloux au cimetière Lasalle de Tours ;
- Décoration de la façade de la préfecture de la Haute-Vienne à Limoges[4] ;
- Sculptures pour les gares de l'Est et d'Orsay (musée d'Orsay) à Paris ;
- Buste d'Antoine-Dieudonné Belle à Tours.

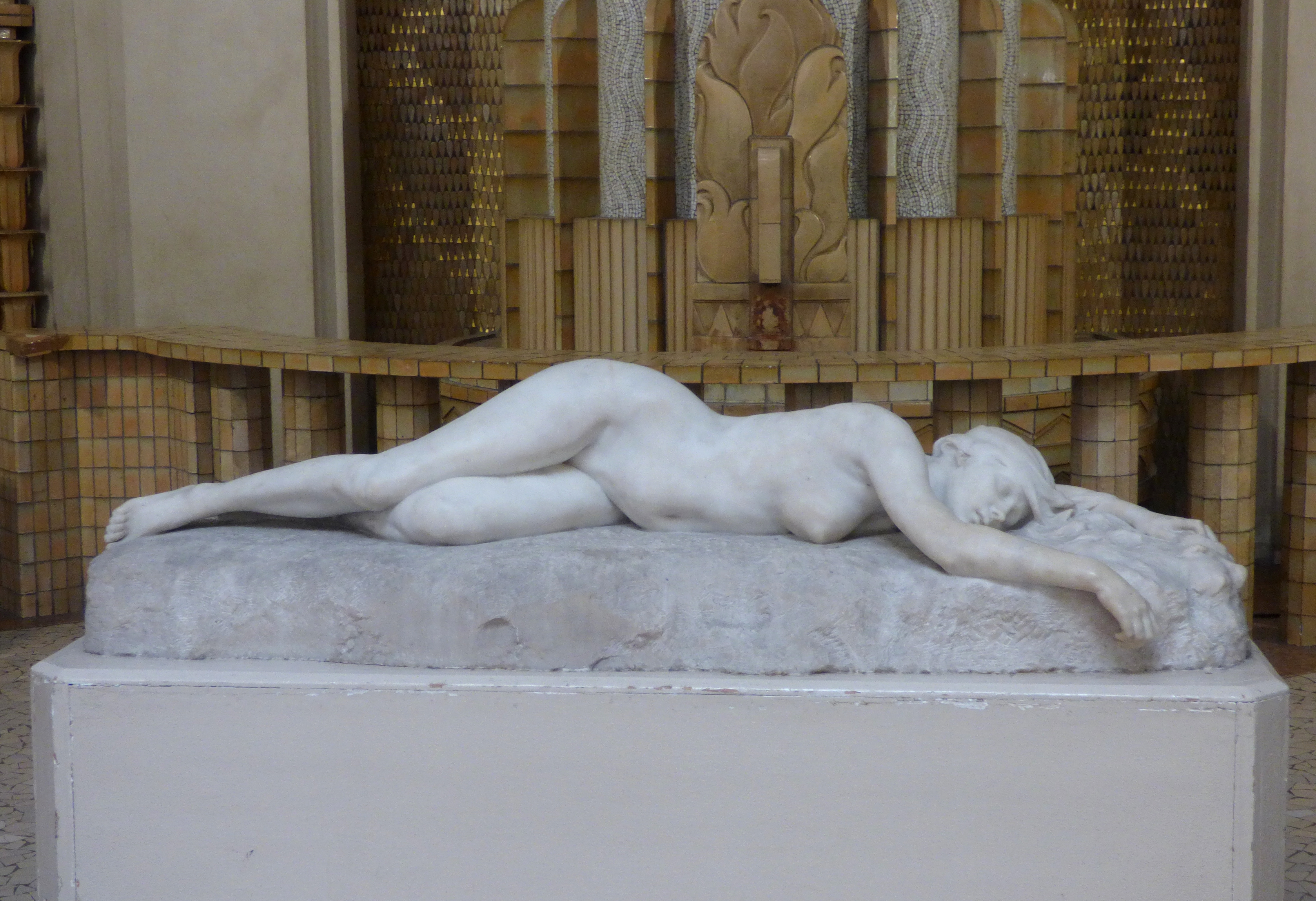
La fin d'un rêve (Aix-les-Bains).
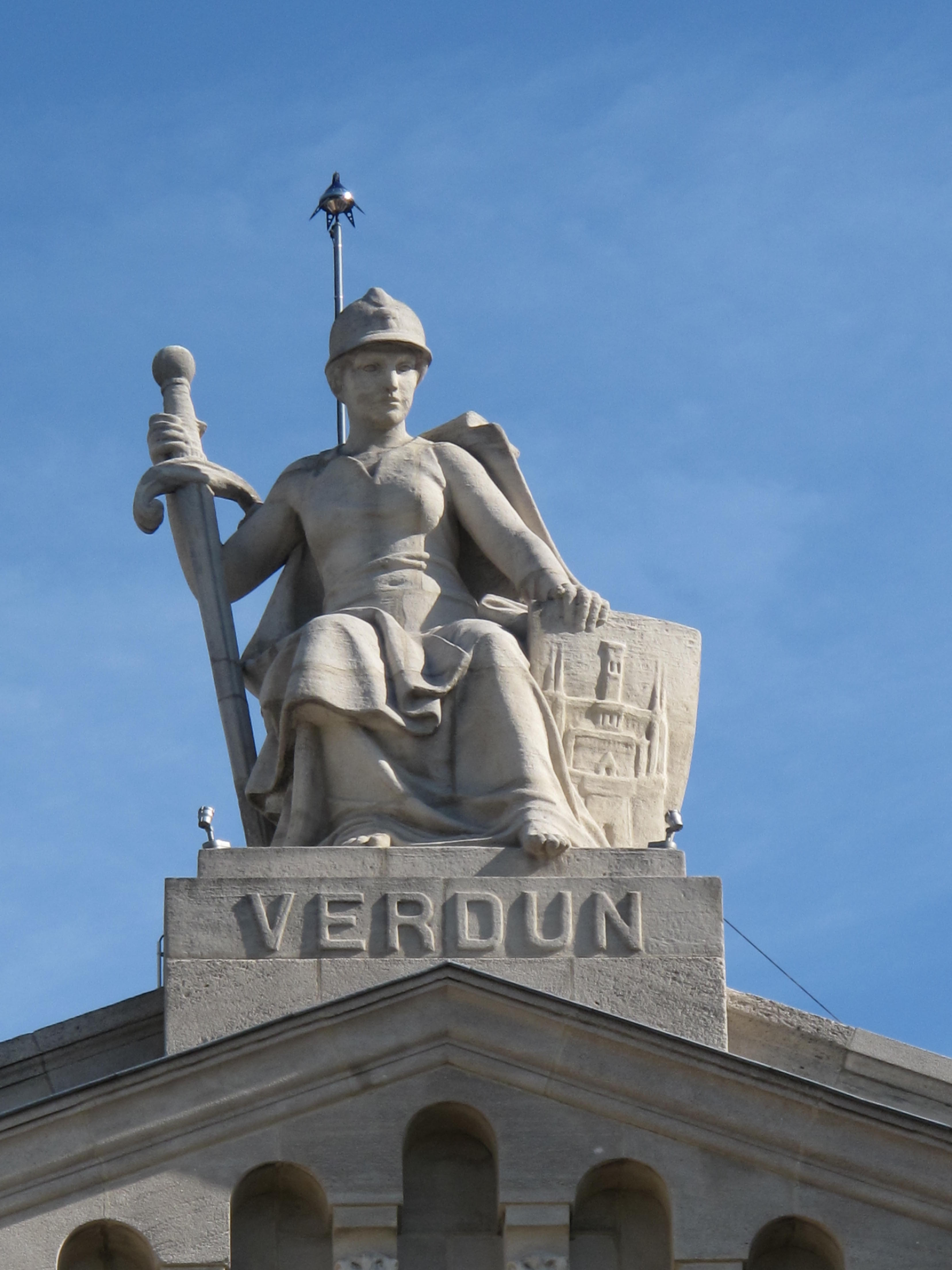
Statue Verdun, gare de l'Est (Paris).
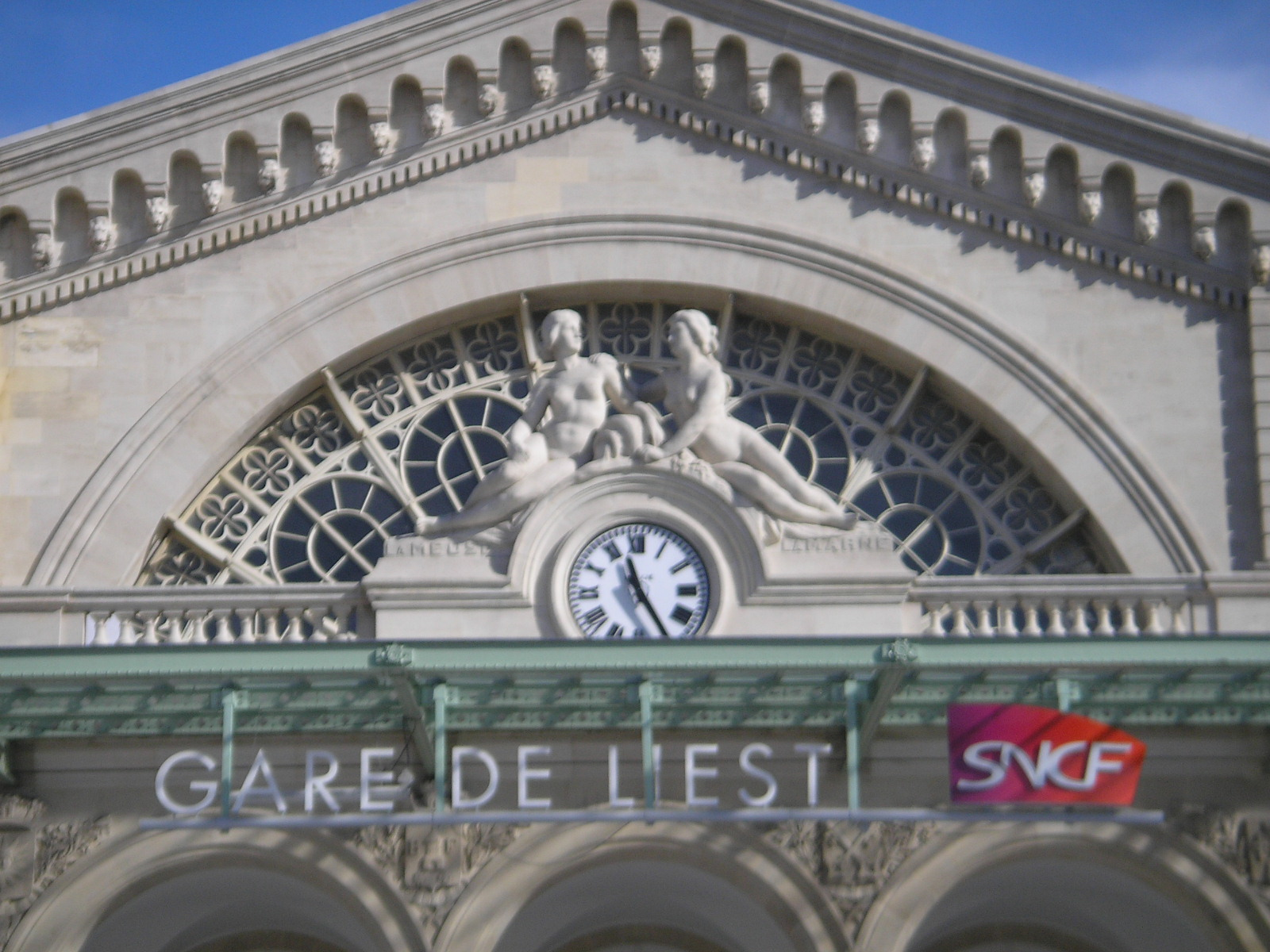
Groupe de statues, gare de l'Est (Paris).
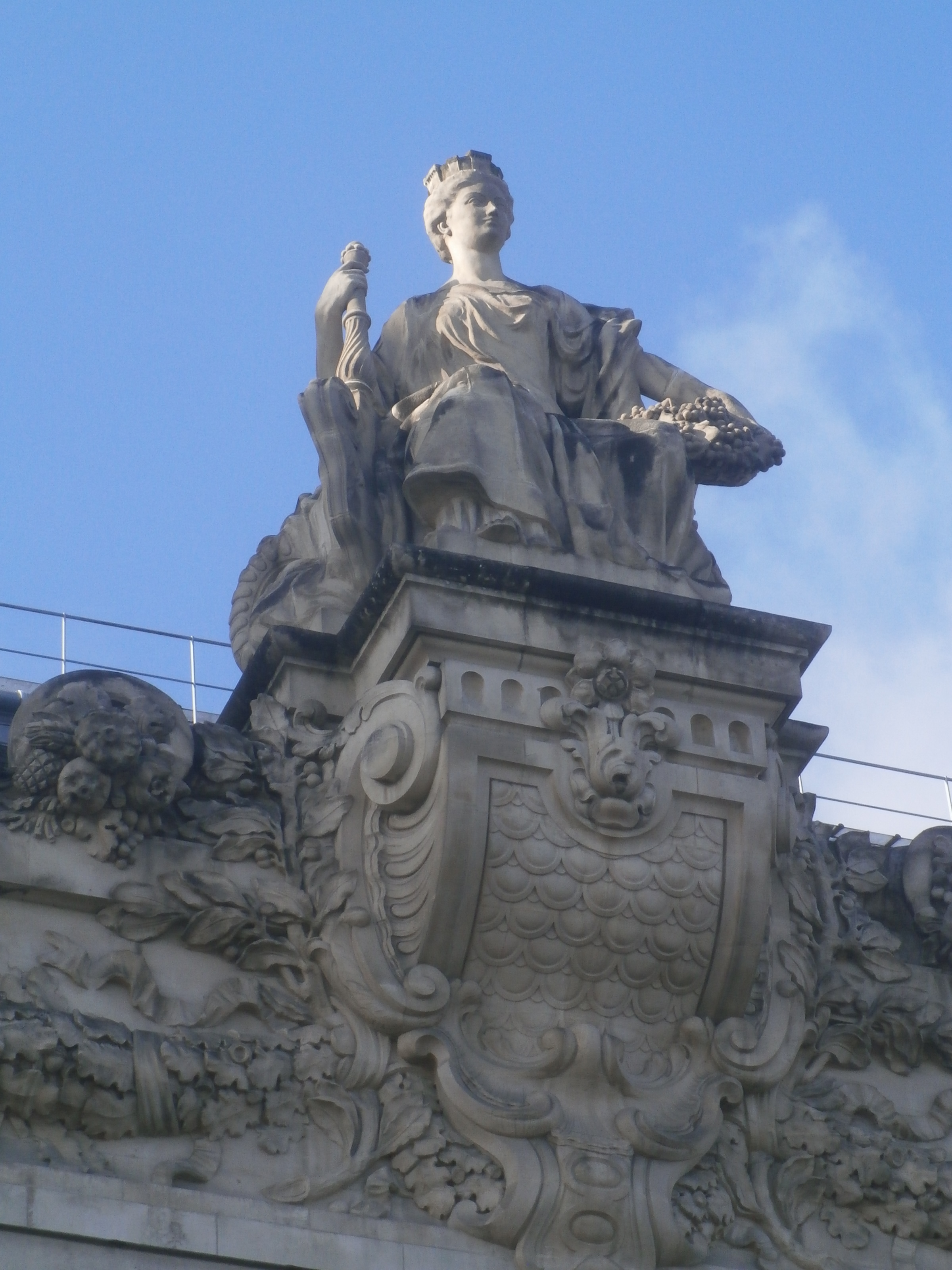
Statue Bordeaux, musée d'Orsay (Paris).
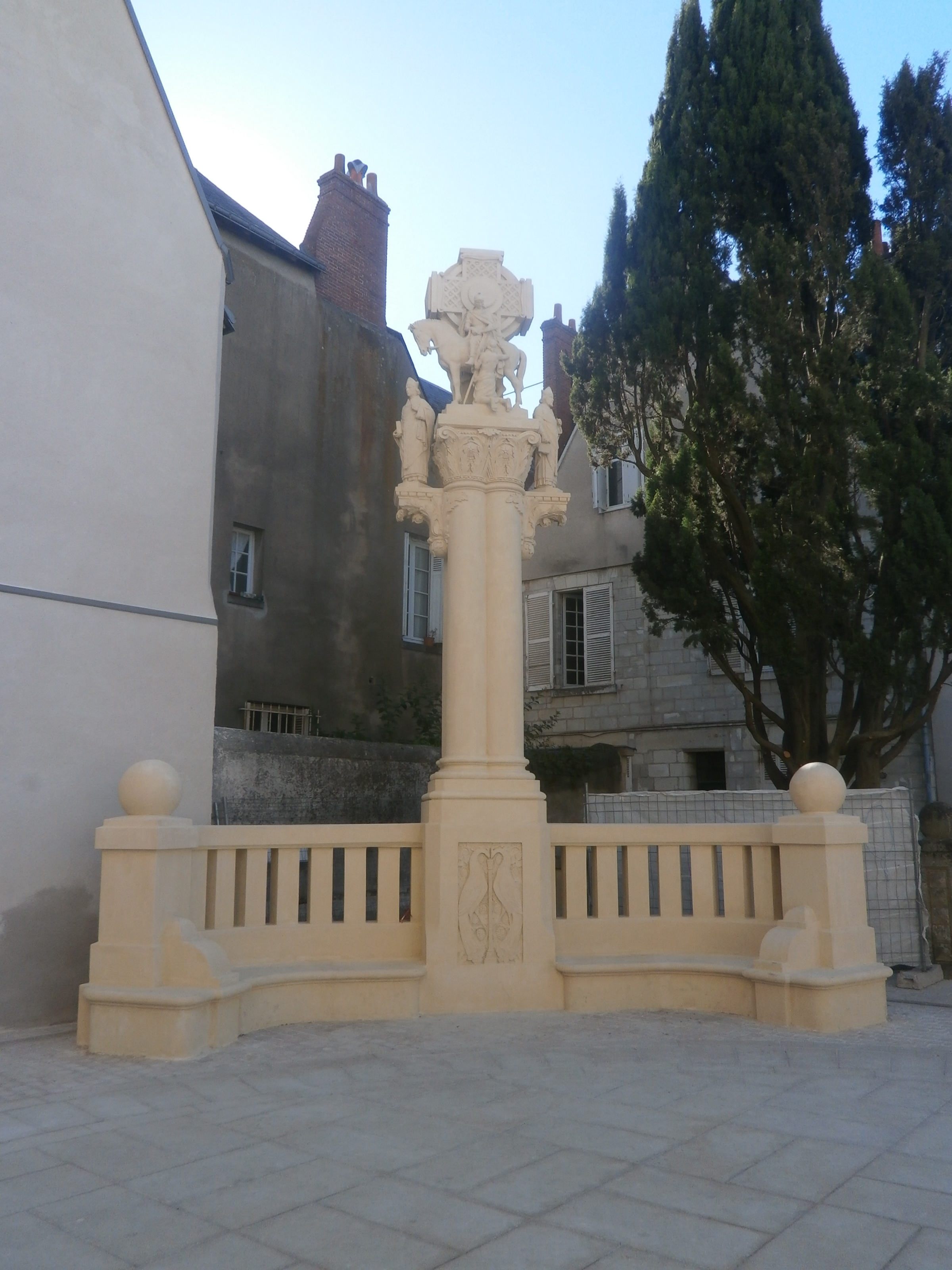
La charité de saint Martin (Tours).
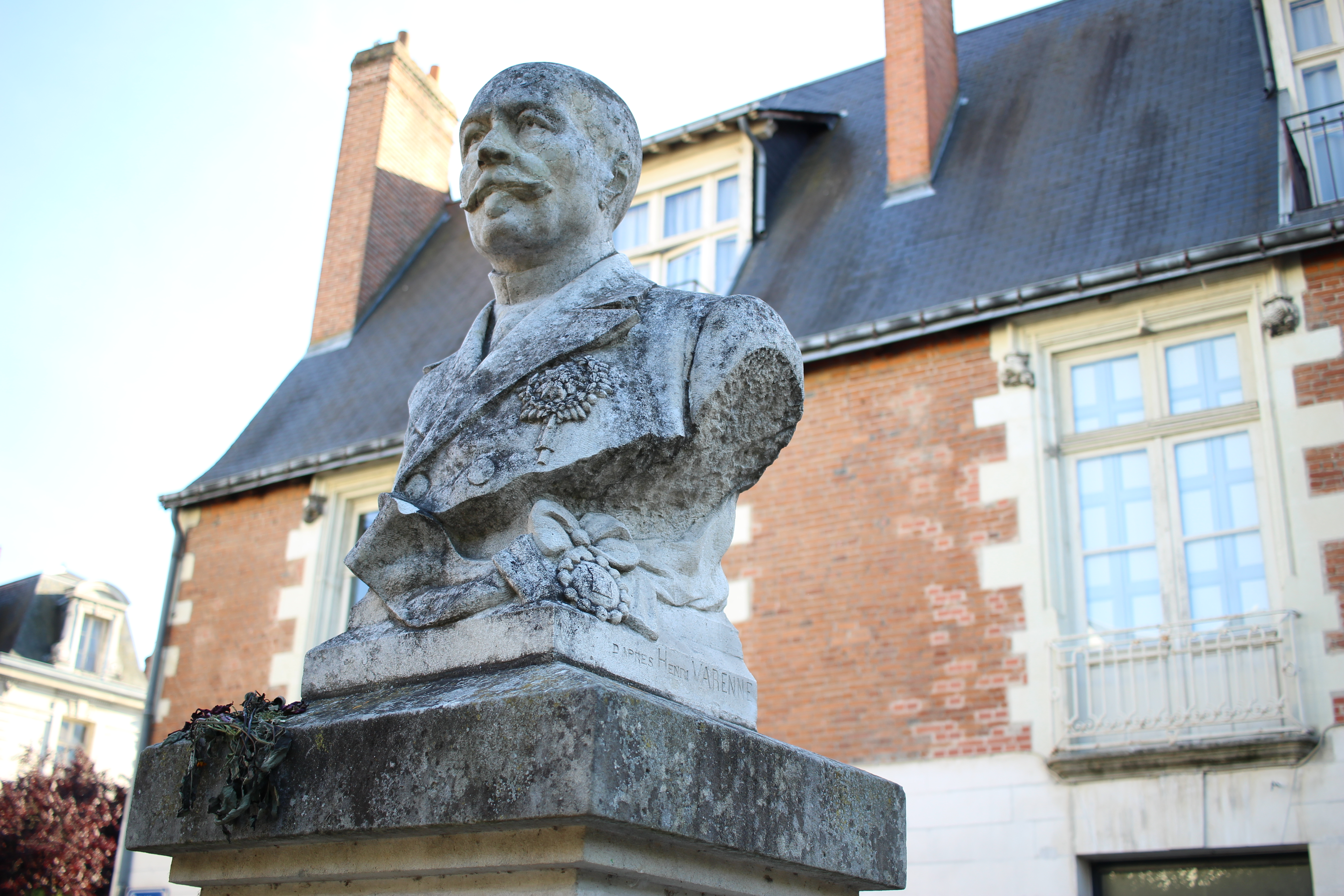
Buste d'Antoine-Dieudonné Belle (Tours).
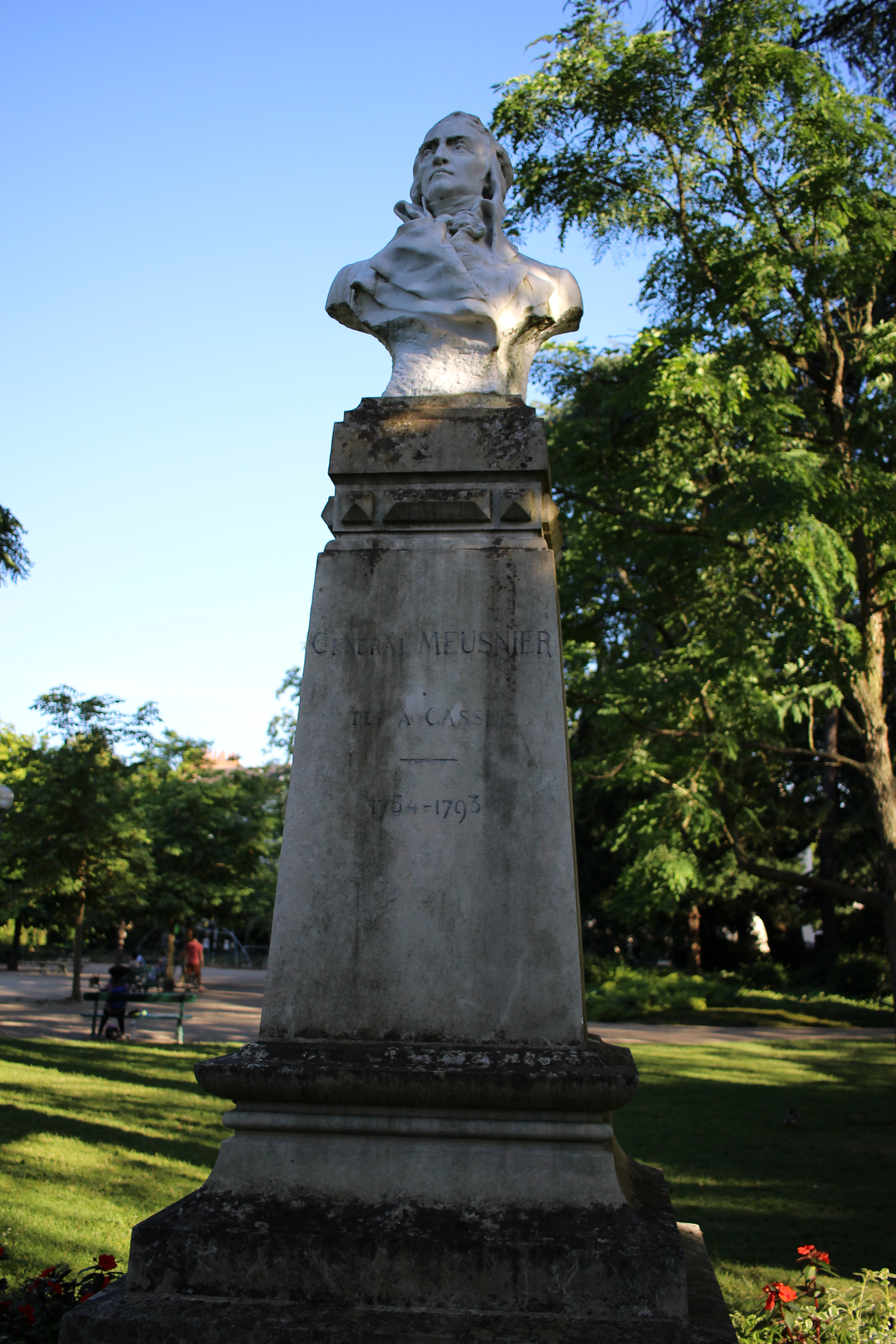
Buste du général Meusnier (Tours).
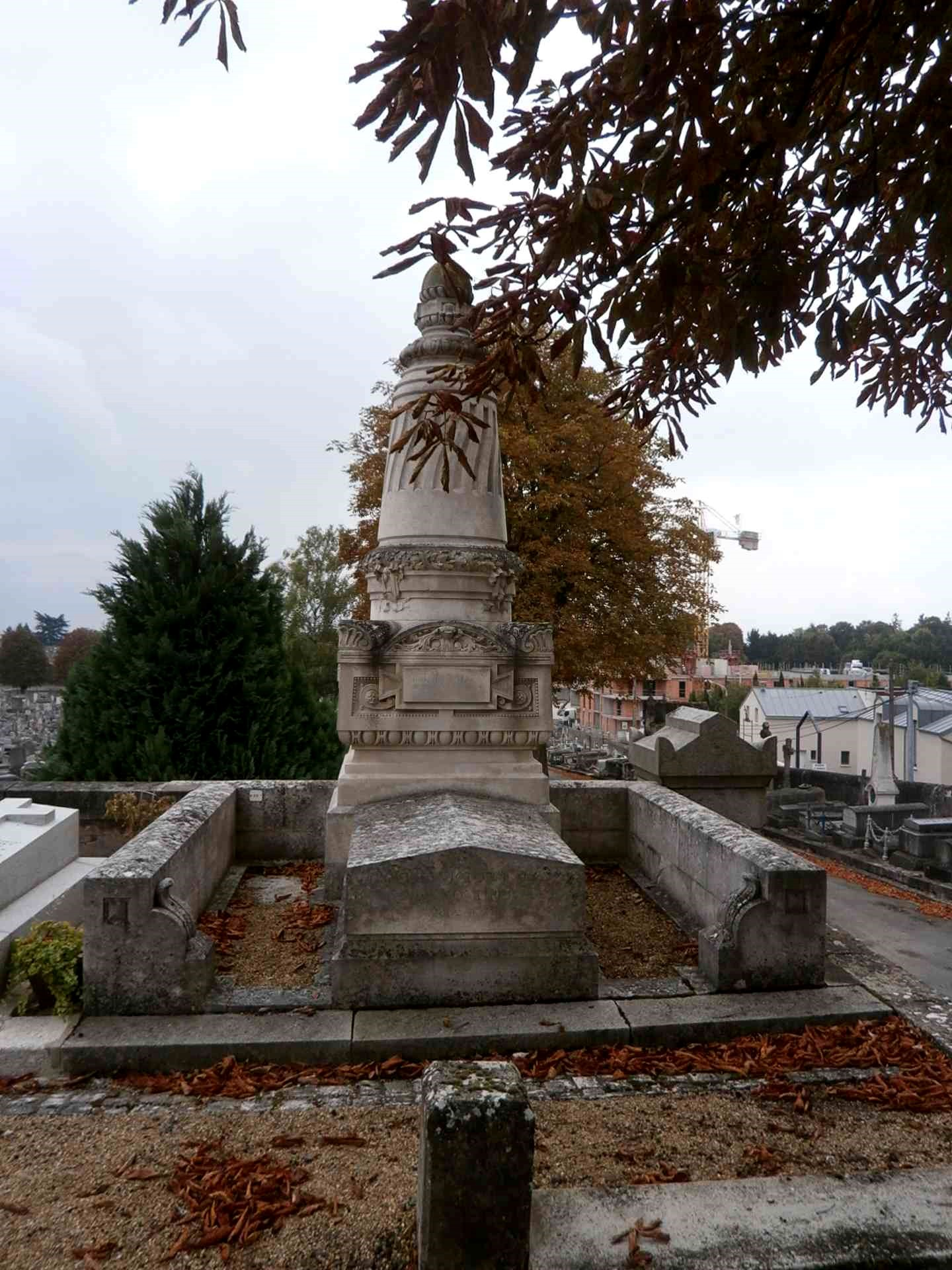
Tombeau de Victor Laloux (cimetière de La Salle, Tours).

## Distinctions
Henri Varenne est nommé chevalier dans l'ordre national de la Légion d'honneur par décret du 14 novembre 1900 et promu officier, du même ordre, par décret du 31 juillet 1921.

## Pour approfondir